# Velada (Schamanismus)
Eine Velada war ein schamanisches Ritual der Mazateken, bei dem oft psychoaktive Pilze verzehrt wurden. Sie diente dazu, kranke Menschen zu heilen. Dabei hatten eine weibliche Schamanin und der Patient die Pilze genommen und auf die heiligen Worte aus der Geisterwelt gehorcht.
Als erster Mensch aus westlichen Kulturkreisen durfte R. Gordon Wasson an einer Velada teilnehmen. Berühmt wurden der Pilzkult und die Veladas vor allem durch Maria Sabina, eine mazatekische Schamanin.